# Cronache del rum
Cronache del rum è un romanzo giovanile dello scrittore americano Hunter Stockton Thompson, scritto all'inizio degli anni '60 ma rimasto inedito fino al 1998, quando il manoscritto venne scoperto tra gli articoli di Thompson da Johnny Depp.
Il libro racconta del giornalista Paul Kemp che negli anni '50 si trasferisce da New York per lavorare per il Daily News, un importante quotidiano di San Juan, Porto Rico. È il secondo romanzo di Thompson, preceduto da Prince Jellyfish, ancora inedito.

## Il libro

### Il retroscena
Ambientato alla fine degli anni '50, il romanzo racconta una storia d'amore intricata fatta di gelosia, tradimento e alcolismo tra gli americani che lavorano al giornale. Lo stesso Thompson partì da New York alla volta di San Juan nel 1960 per andare a lavorare per un giornale sportivo e una volta là aveva cercato di collaborare con il più grande quotidiano portoricano in lingua inglese chiamato The San Juan Star, curato dallo scrittore William J. Kennedy. Durante il suo soggiorno portoricano Thompson fece amicizia con molti scrittori dello Star, sui quali costruì la trama di The Rum Diary.

### Storia e temi trattati
Scritto da Thompson all'età di 22 anni, il libro tratta ampiamente della paura di invecchiare. I personaggi di spicco, ispirati all'ambiente di lavoro di Thompson, sono personaggi violenti, maniacali e alcolizzati, che trascinano la propria vita
.
Thompson ha raccontato al conduttore di talk show della PBS Charlie Rose nel 1998 di aver rinunciato al romanzo perché in origine era stato rifiutato più volte, e perciò Thompson era rientrato negli Stati Uniti dandosi alla politica negli anni '60 e '70.

## Adattamento cinematografico
Cronache del rum è stato adattato in un film ("The rum diary") uscito nel 2011, con la sceneggiatura e la regia di Bruce Robinson e con Johnny Depp nel ruolo del giornalista Paul Kemp. Le riprese si sono svolte a Portorico nel 2009. La versione italiana è intitolata "The Rum Diary - Cronache di una passione" ed è uscita nel 2012.

## Edizioni italiane
Il libro è stato pubblicato in Italia nelle seguenti edizioni:
- Hunter Stockton Thompson, Cronache del rum, traduzione di Marco Rossari, 1ª ed., Dalai Editore, Collana "Romanzi e racconti", 275 pagine, 25 settembre 2007, ISBN EAN 9788860731104.
- Hunter Stockton Thompson, Cronache del rum, traduzione di Marco Rossari, 2ª ed., Bompiani, Collana "I grandi tascabili", 249 pagine, 28 aprile 2016, ISBN EAN 9788845281358.
- Hunter Stockton Thompson, Cronache del rum, traduzione di Marco Rossari, formato Kindleª ed., Bompiani, 14 aprile 2016.